# Курігальзу I
Курігальзу I — каситський цар Вавилонії (близько 1390 до н. е.).

## Життєпис
Переніс свою резиденцію з Вавилону в спеціально побудовану в північній частині Дворіччя фортецю Дур-Курігальзу, що мала стратегічне значення та легко оборонялася («Фортеця Курігальзу», нині городище Акаркуфе). Нове місто було прикрашено розкішним палацом і численними храмами.
Курігальзу називав себе дивним титулом «цар рівних (собі) серед своїх попередників» і титулом Саргона I «цар багатьох». По образу царів Уру та Ісіну Курігальзу був обожнений за життя. Своє обожнювання він обґрунтував рішенням не вавилонських, а каситських богів Шумалії та Шукамуни, великий храм ним присвячений він побудував у Вавилоні. У цьому храмі він був нібито наділений божественним сяйвом і отримав інсигнії царської влади.
Явно схиляючись на користь культу ніппурського Елліля (ототожнюється з каситськими Харбе), він не повністю пориває і з його суперником вавилонським Мардуком. Перенісши свою резиденцію з Вавилону, він зробив це місто привілейованим, самоврядним і надав його жителям звільнення від загальнодержавних податків, підкреслюючи у своїх написах, що робить це заради Мардука.
З Єгиптом в правління Курігальзу існували дружні відносини. Він віддав в гарем фараону Аменхотепу III свою дочку. А коли сирійські царі спробували залучити Курігальзу в союз проти фараона, той послав їм категоричну відмову, на тій підставі, що він знаходиться в союзі з фараоном, і навіть погрожував їм війною в разі, якщо їх союз здійсниться.
Є припущення, що Ашшур потрапив в деяку залежність від Курігальзу. Правда, якщо даний факт і мав місце, то, ймовірно, тільки формально.
Його старша дочка, по нововавилонському документу (VAT 17020), була в шлюбі з еламським царем Пахіра-Ішшаном, проте деякі історики припускають, що мова йде тут про дочку Курігальзу II.
Дані про кількість років його правління не збереглися.